# Octopus tetricus
Octopus tetricus – gatunek głowonoga z rzędu ośmiornic.
W polskich tekstach popularyzatorskich bywa nazywana ponurą ośmiornicą, co jest tłumaczeniem angielskiej nazwy zwyczajowej gloomy octopus. Notowana w Oceanie Indyjskim i południowo-zachodnim Oceanie Spokojnym.
Żyją około 11 miesięcy. Rozwój zarodkowy trwa kilkadziesiąt dni – dłużej lub krócej, w zależności od temperatury wody, prawdopodobnie również kilkadziesiąt dni trwa stadium paralarwy, czyli meroplanktonicznego osobnika młodocianego nieco tylko odmiennego od dorosłego (przeobrażenie niezupełne). Dorosłe osobniki żyją jako element bentosu i są stosunkowo nieduże, mając rozpiętość ramion bliską 2 metrom. Unoszenie prądem postaci młodocianych jest sposobem dyspersji.
Zachowania godowe obserwowane są przez większą część roku bez wyraźnej sezonowości.
W interakcjach międzyosobniczych posługują się znakami wizualnymi. Wyrazem dominacji jest unoszenie płaszcza i ustawianie się wyżej (podnoszenie głowy na ramionach, ustawianie się na wyniesieniu podłoża), jak również ciemniejszy kolor ciała. Im kolor ciemniejszy, tym większa skłonność do agresji. W starciach rzadko dochodzi do bezpośredniej walki, czyli zapasów lub w ogóle dotykania. Najczęściej zdarza się to między osobnikami o podobnym odcieniu, podczas gdy w spotkaniach osobnika wyraźnie ciemniejszego i bladszego, ten drugi zwykle ustępuje bez walki. Częstym kontaktem jest wysuwanie macki w kierunku drugiego osobnika, bez bezpośredniego dotyku. Najczęściej w takiej sytuacji ramię wysuwa osobnik zajmujący jamę.
Podobnie jak inne ośmiornice, uważane są za zwierzęta samotnicze. W warunkach niedoboru siedlisk tworzą jednak skupiska. W XXI wieku odkryto kilka takich skupisk, jedno utworzone na zatopionym wytworze ludzkim, drugie na siedlisku naturalnym. Siedliska te ośmiornice przekształciły, gromadząc muszle małży. Zostały one nazwane odpowiednio Octopolis i Octlantis.